# Thomas Henry Huxley
Thomas Henry Huxley (Ealing, 4 maggio 1825 – Eastbourne, 29 giugno 1895) è stato un filosofo e biologo britannico.

## Biografia

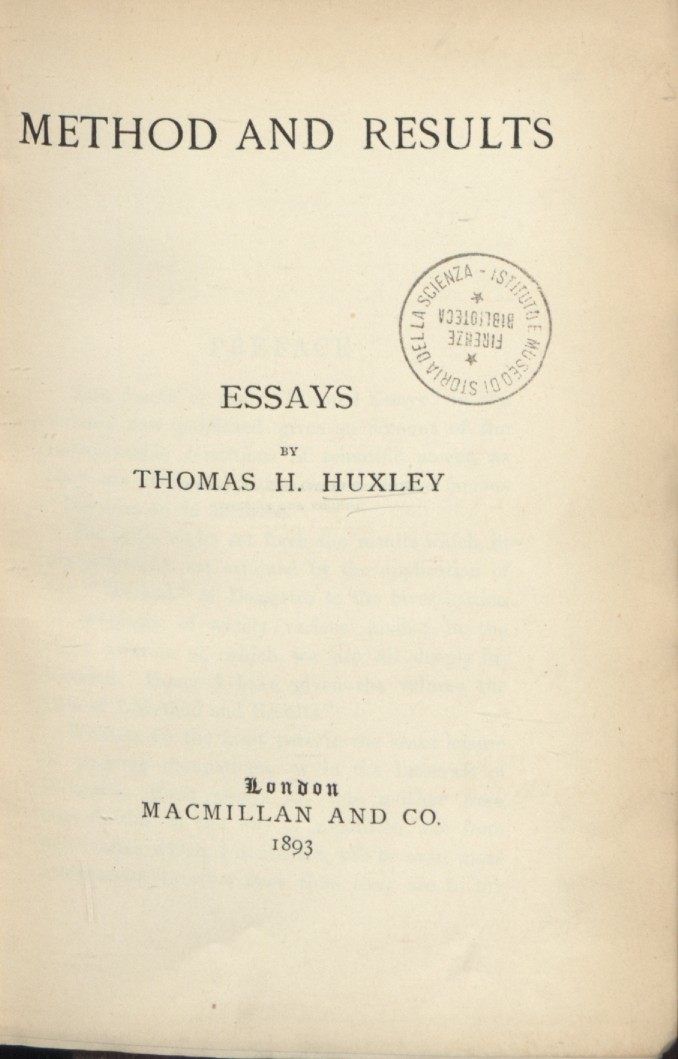
Method and results

È nonno del biologo Julian Sorell Huxley, su cui ebbero notevole influenza le sue idee guida sia scientifiche che filosofiche, e dello scrittore e saggista Aldous Leonard Huxley, nonché del fisiologo Andrew Huxley.
Convinto sostenitore dell'evoluzionismo darwiniano, tanto da essere soprannominato il "mastino di Darwin" (Darwin's bulldog), si batté incessantemente per il superamento del fissismo teologico.
In prima persona, durante un soggiorno in Australia dal 1846 al 1850, verificò e confermò quanto già anticipato privatamente da Darwin. Importanti sono i suoi studi relativi a forme inferiori di vita animale, classificando tra l'altro in modo nuovo gli idrozoi in radiati e nematofori.
Attaccò duramente la dottrina del teologo George Berkeley per quanto riguarda la concezione della mente umana e della conoscenza, ma con essa anche tutti gli immaterialismi e gli spiritualismi posteriori. Il suo pensiero è materialistico ed agnostico, ed è una diretta conseguenza delle sue ricerche ed esperienze di biologo alla luce della teoria evoluzionistica e a sua conferma sul campo.
In campo filosofico sono notevoli le sue opere Science and Culture del 1881 ed Evolution and Ethics del 1893. Ha coniato il termine epifenomeno e ha dato una definizione dell'agnosticismo che si continua a considerare soddisfacente anche nella filosofia contemporanea e alla quale si fa correntemente riferimento.
Nel saggio On the Hypothesis That Animals Are Automata, and Its History criticò la teoria cartesiana che intendeva gli animali come semplici macchine, date le «terribili conseguenze per gli animali» che potevano derivare da tale teoria, e considerando come invece sia bene «occuparci di loro come di fratelli minori».
Dal 1883 al 1895 (anno della sua morte) fu presidente della Royal Society britannica; venne sepolto nel East Finchley Cemetery and Crematorium di Londra.
Charles R. Darwin scrisse di lui: "La sua intelligenza è rapida come il lampo e tagliente come il rasoio. È il miglior parlatore ch'io conosca e le cose che scrive non sono mai banali. Dalla sua conversazione non si sospetterebbe ch'egli possa far giustizia dei suoi avversari in modo tanto tagliente e decisivo. È stato un ottimo amico, sempre pronto a prendersi ogni sorta di fastidi per me. [...] È un uomo meraviglioso, che ha lavorato sempre per il bene dell'umanità."

## Opere
- (EN) Thomas Henry Huxley, Discourses biological and geological, London, Macmillan and Co., 1894.
- (EN) Thomas Henry Huxley, Evolution & ethics and other essays, London, Macmillan and Co., 1901.
- (EN) Thomas Henry Huxley, Hume with helps to the study of Berkeley, London, Macmillan and Co., 1897.
- (EN) Thomas Henry Huxley, Mans place in nature and other anthropological, London, Macmillan and Co., 1901.
- (EN) Thomas Henry Huxley, Method and results, London, Macmillan and Co., 1893.
- (EN) Thomas Henry Huxley, Science and Christian tradition, London, Macmillan and Co., 1894.
- (EN) Thomas Henry Huxley, Science and education, London, Macmillan and Co., 1895.
- (EN) Thomas Henry Huxley, Science and Hebrew tradition, London, Macmillan and Co., 1893.

## Nella cultura di massa
- Huxley appare insieme a Charles Darwin e Samuel Wilberforce nell'opera teatrale Darwin in Malibu, scritta da Crispin Whittell.
- Huxley è interpretato da Toby Jones nel film Creation del 2009, tratto dal saggio Casa Darwin - Il male, il bene e l'evoluzione dell'uomo (Annie's Box: Charles Darwin, His Daughter and Human Evolution) di Randal Keynes.
- Huxley è indicato come il tutore di Edward Prendick, protagonista de L'isola del dottor Moreau, romanzo di fantascienza di H. G. Wells, pubblicato nel 1896.